# Eilat

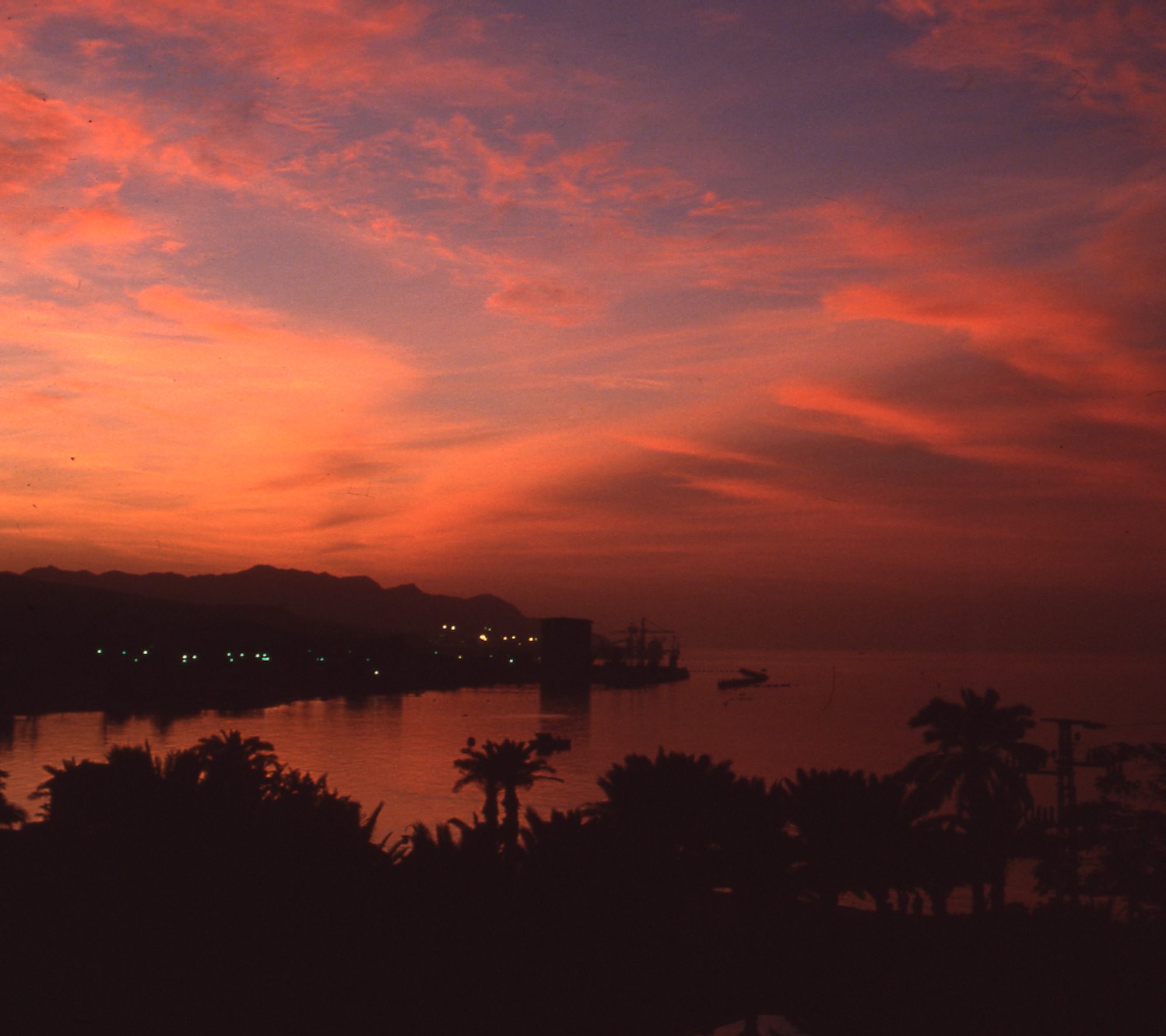
Eilat, 1947-1953

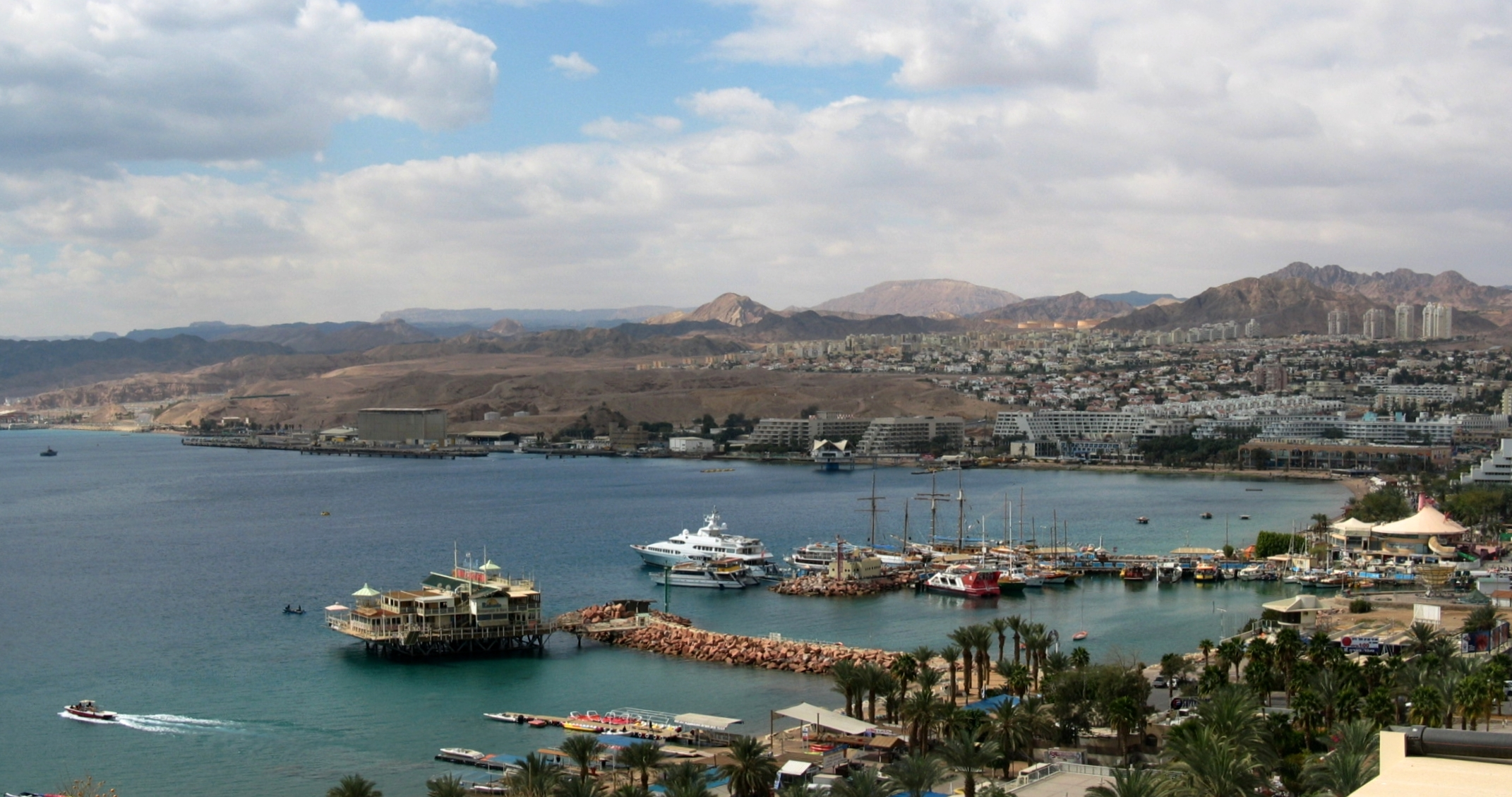
De stad, de golf en de bergen van Eilat

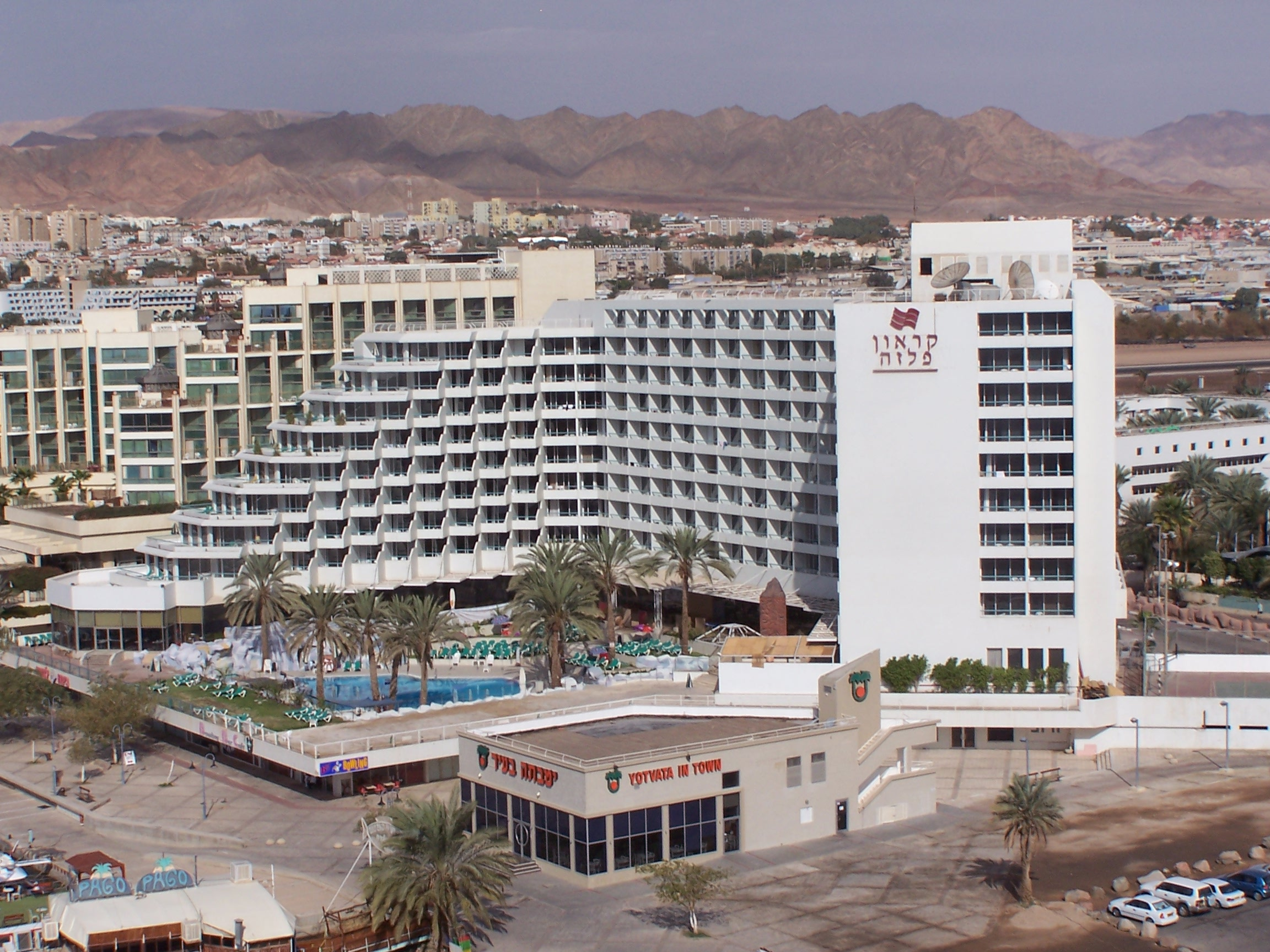
Restaurants, hotels, oudere wijken van de stad en de bergen

Eilat of Elat (Hebreeuws: אילת) is een stad in het uiterste zuiden van Israël met ruim 50.000 inwoners. Onder Europese en Russische toeristen staat de badplaats bekend als een populaire watersport- en winterzonbestemming. In de maanden december, januari en februari is de maximumtemperatuur rond de 22 graden. Gemiddeld schijnt in Eilat 360 dagen per jaar de zon.
De stad ligt aan de Golf van Akaba, een uitloper van de Rode Zee. Eilat is slechts op drie kilometer afstand van de Jordaanse havenplaats Akaba aan het oosten van het schiereiland Sinaï en het zuiden van de Negev gelegen. De Egyptische plaats Taba ligt ook dicht bij Eilat. Het is omringd door bergen.

## Geschiedenis
De stad wordt al in Tenach en dus de Bijbel genoemd. Koning Salomo zou ongeveer drieduizend jaar geleden in Etsion Geber, dicht bij deze stad, een vloot hebben gevormd die onder andere uitvoer naar Ophir om er goud te halen. Tevens zou hij hier de koningin van Sheba ontvangen hebben. Deze oude stad Eilat lag waarschijnlijk echter op de plek waar het tegenwoordige Akaba ligt. Archeologische vondsten uit de neolithische tijd wijzen op een nog oudere geschiedenis van de stad.
In de Romeinse en Byzantijnse tijd was het een belangrijke plaats voor de verdediging van het zuidelijk deel van het rijk. Tijdens de Middeleeuwen was de stad belangrijk voor moslims die op doorreis waren naar Mekka, tijdens de hadj.
Op 10 maart 1949 namen de Israëliërs de verlaten politiepost Um Rashrash in het zuiden van het voormalige Brits mandaat Palestina in. In de jaren daarna ontwikkelde het gebied zich door onder meer de aanleg van kopermijnen, een haven en oliepijpleidingen. In de jaren vijftig vestigden veel Marokkaanse Joden zich in de stad. Door de gunstige ligging aan zee is Eilat bij toeristen zeer in trek. In 1985 is, om de economie van de stad te stimuleren, hiervan een vrije handelszone gemaakt, waardoor taxi's, hotels, enzovoorts veel goedkoper zijn dan elders in Israël.
De stad bleef lang gevrijwaard van terroristische aanslagen tot 29 januari 2007 toen er een Palestijnse zelfmoordaanslag plaatsvond met vier doden. Sindsdien zijn de veiligheidsmaatregelen verder verscherpt en hebben er geen grote incidenten plaatsgevonden.

## Klimaat
Om de paar jaar kunnen temperaturen onder het vriespunt worden waargenomen. Het is dodelijk voor tropische planten zoals kokospalmen.
| Maand                  | jan  | feb  | mrt  | apr  | mei  | jun  | jul  | aug  | sep  | okt  | nov  | dec  | Jaar |
| ---------------------- | ---- | ---- | ---- | ---- | ---- | ---- | ---- | ---- | ---- | ---- | ---- | ---- | ---- |
| Gemiddeld maximum (°C) | 20,8 | 22,1 | 25,5 | 31,1 | 35,4 | 38,7 | 40,9 | 40,8 | 37,3 | 33,0 | 27,2 | 22,3 | 31,3 |
| Gemiddeld minimum (°C) | 9,6  | 10,6 | 13,6 | 17,8 | 21,5 | 24,2 | 25,9 | 26,2 | 24,5 | 21,0 | 15,5 | 11,2 | 18,5 |
|                        |      |      |      |      |      |      |      |      |      |      |      |      |      |
| Neerslag (mm)          | 4    | 6    | 4    | 2    | 1    | 0    | 0    | 0    | 0    | 4    | 4    | 6    | 31   |
| Bron: WeerOpReis.com   |      |      |      |      |      |      |      |      |      |      |      |      |      |

## Vervoer
De stad is goed bereikbaar met een frequente busdienst van en naar andere Israëlische steden zoals Tel Aviv en Jeruzalem. Deze vertrekken een aantal maal per dag vanaf het centrale busstation in de stad. Door de ligging van Eilat nemen de ritten van deze bussen, die lang door de woestijn moeten rijden, zo'n vier uur in beslag. De grootste badplaats bij de Dode Zee, Ein Bokek, ligt ongeveer op 2,5 uur rijden.
Vanwege deze grote afstand naar Eilat (de stad ligt 243 km ten zuiden van Beër Sjeva, de hoofdstad van het zuiden) geven vele Israëlische reizigers voorkeur voor een binnenlandse vlucht. Meerdere vluchten per dag verbinden Luchthaven Sde Dov (stadsvliegveld), Luchthaven Ben-Gurion en Luchthaven Haifa met het kleine vliegveld in de stad (Luchthaven Eilat). 
Toeristen uit Europa en Rusland landen op de verouderde Luchthaven Ovda, 60 km ten noorden van de stad, dat de landingsbaan deelt met een luchtmachtbasis. In 2019 is de Luchthaven Ramon geopend. Deze bevindt zich op ongeveer 18 kilometer van het centrum van Eilat. De vluchten van zowel het kleine stadsvliegveld als Ovda worden overgeheveld naar deze moderne luchthaven.
Het plan om een spoorweg op te richten bestaat sinds Ben-Gurion er over besloot in de jaren 1950. Sindsdien zijn nog acht keer plannen aangenomen in de regering, maar de (industriële) spoorlijn komt nog altijd niet zuidelijker dan Oron en het personenvervoer bereikt sinds 2006 weer de stad Dimona (206 km van Eilat).

## Toerisme
Eilat is een populaire badplaats, onder meer onder sportduikers, waterskiërs, zwemmers en surfers. Het is er een groot deel van het jaar zonnig en de maximumtemperatuur komt niet onder de 20 graden Celsius (in januari is de gemiddelde maximumtemperatuur 21 graden, in juli 41 graden). Het koraalrif van de Rode Zee, dat zich onder andere bij Eilat bevindt, is het noordelijkste van de wereld. Ook zwemmen er veel dolfijnen in de zee bij Eilat rond. De stad functioneert ook als uitvalsbasis bij het verkennen van andere gedeelten van Israël en van Egypte en Jordanië.

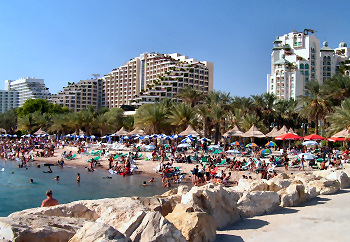
Strand van Eilat, bij de grotere hotels

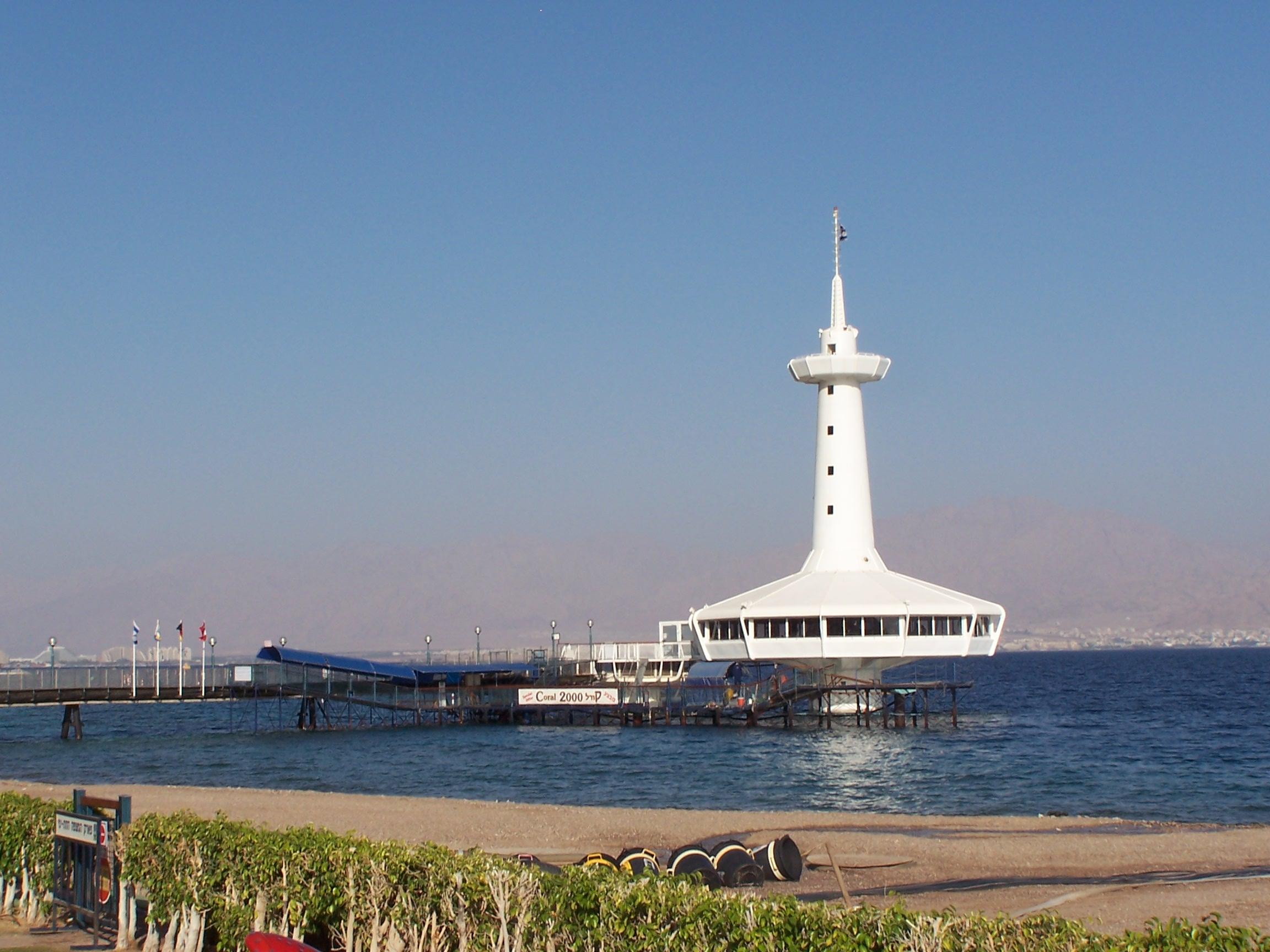
Onderwater-observatorium

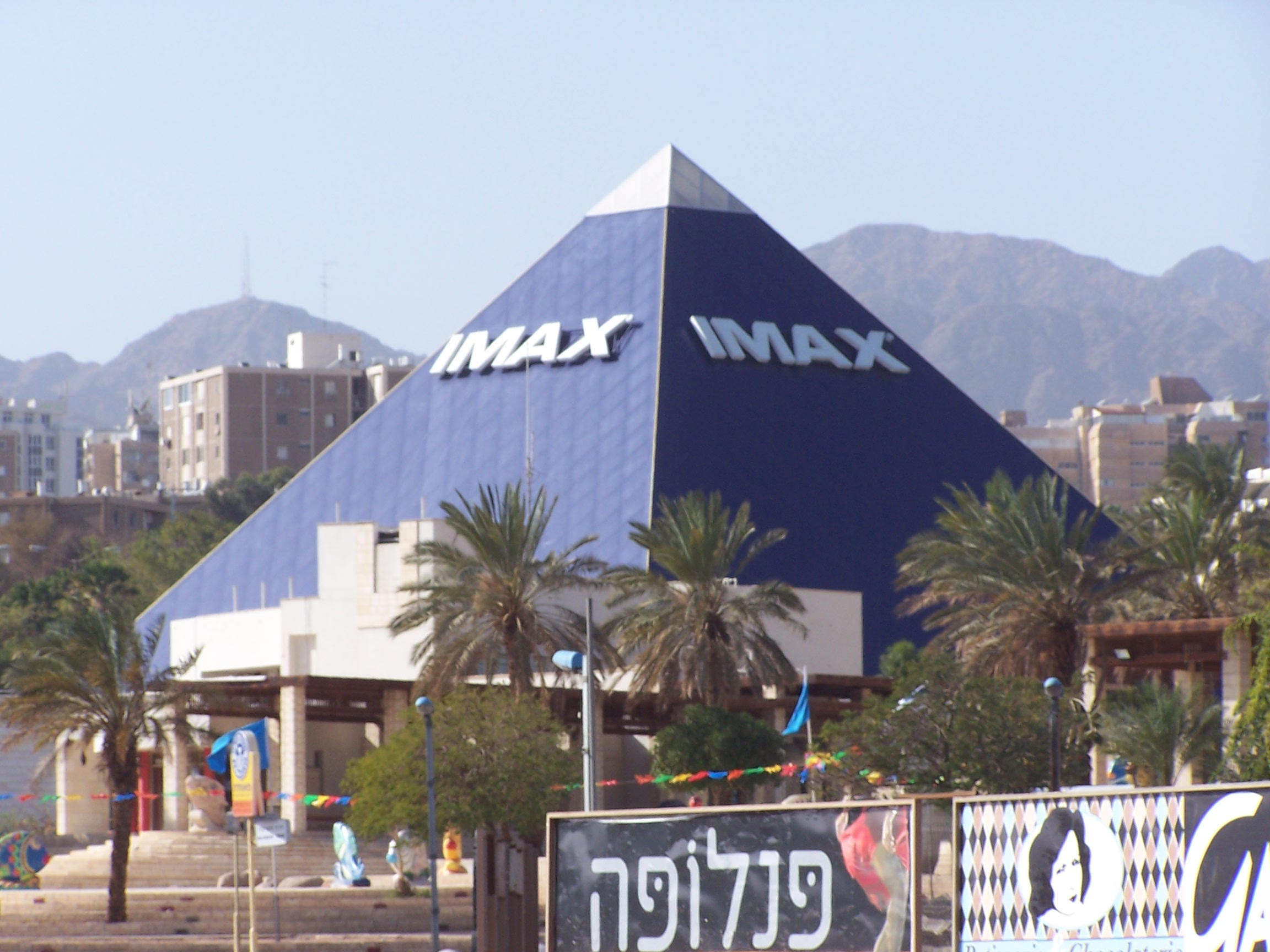
De IMAX 3D Cinema

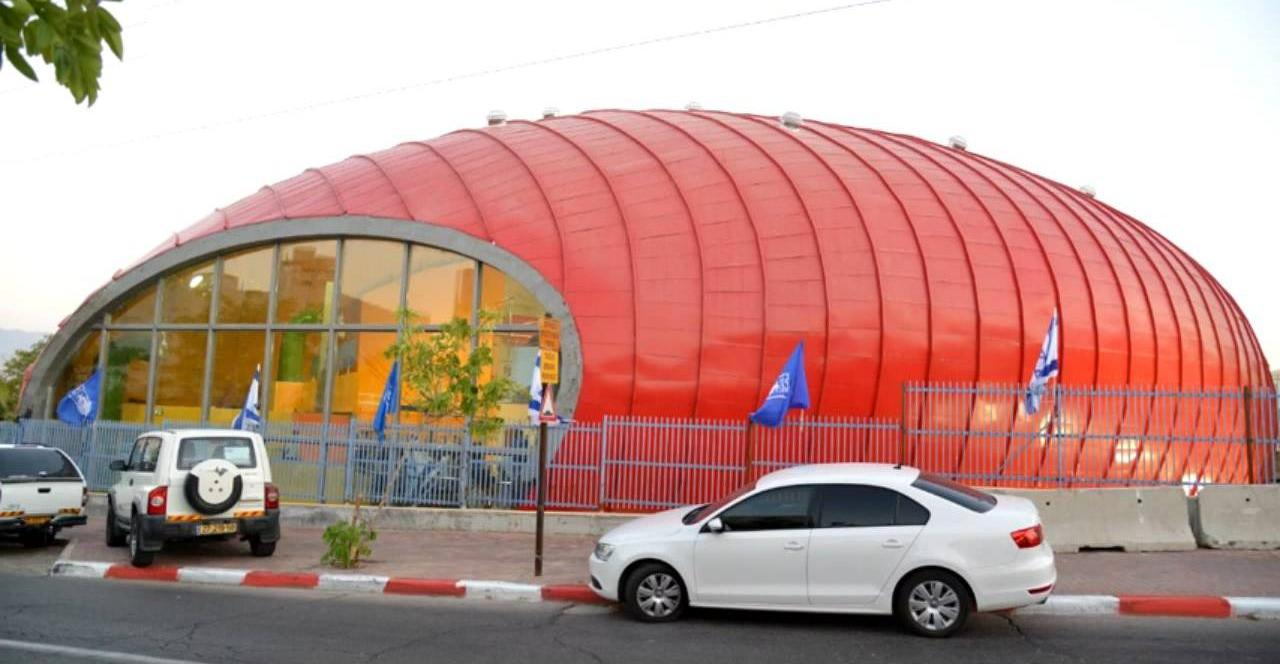
Sportcentrum van Eilat Ontworpen door architect Moti Bodek

Tussen de trekpleisters in en om Eilat bevinden zich:
- Strand van Eilat (met zicht op Egypte, Jordanië en Saoedi-Arabië)
- Onderwater observatorium (Coral World Underwater Observatory)
- Dolphin Reef (zeedierpark met dolfijnen)
- Diverse watersporten (zoals snorkelen, wind- en kitesurfen, en duiken)
- Wandeltochten door de rode rotsen, Red Canyon, van Eilat
- Salomo's Pilaren in het nationaal park Timna, een half uur ten noorden van de Eilat
- Verkenning van de Negevwoestijn
- Ijsbaan Eilat
- IMAX 3D Cinema
- Drijven in de Dode Zee (op ongeveer 2,5 uur rijden)
- Excursies naar het schiereiland Sinaï in Egypte
- De historische stad Petra en andere plaatsen in Jordanië

Ook komt men hier om vogelmigraties waar te nemen, zowel in het voorjaar als het najaar.

## Sport
Eilat was in 2018 aankomstplaats van de in Beër Sjeva gestarte derde etappe van de wielerkoers Ronde van Italië. Deze etappe werd gewonnen door Elia Viviani. Het was de laatste etappe op Israëlisch grondgebied, voordat de wedstrijd vervolgd werd in Italië. 

## Internationale betrekkingen

### Stedenbanden
- Antibes (Frankrijk)
- Arica (Chili)
- Durban (Zuid-Afrika)
- Kamen (Duitsland)
- Kampen (Nederland)
- Los Angeles (Verenigde Staten)
- Piešťany (Slowakije)
- Smolian (Bulgarije)
- Sopron (Hongarije)
- Toronto (Canada)
- Ushuaia (Argentinië)

### Nederland, België en Eilat
De eerste burgemeester van Eilat, Hanoch Nenner, was afkomstig uit Nederland. Hij was burgervader van 1951 tot 1959. Heden ten dage kent de stad een kleine Nederlandssprekende gemeenschap.
België en Nederland onderhouden beide consulaten in de stad, die vooral diensten verlenen aan toeristen in de badplaats.

## Geboren
- Raviv Ullman (1986), acteur
- Shahar Zubari (1986), windsurfer